# Армяно-пакистанские отношения
Армяно-пакистанские отношения — двусторонние отношения между Арменией и Пакистаном.

## История
Армяно-пакистанские дипломатические отношения так и не были установлены. Поводом для разногласий является вопрос о принадлежности Нагорного Карабаха. Пакистан поддерживал территориальную целостность Азербайджана, как во время, так и после Первой карабахской войны. Также Пакистан не признаёт геноцид армян 1915 года, но признал Ходжалинскую резню.
Армения имеет дружественные отношения с Индией и признаёт Кашмир неотъемлемой частью Индии.
Пакистан — единственное государство в мире, не признающее Республику Армения, в то время как Армения признаёт Пакистан. Высокопоставленные пакистанские чиновники объясняют это поддержкой Азербайджана в Карабахском вопросе. Это связано с тем, что Пакистан был склонен придавать Карабахскому конфликту религиозный оттенок, но при этом отвергал возможность силового решения конфликта.
По сей день Пакистан не признал Республику Армения.